# ماثيو لويس (كاتب)
ماثيو غريغوري لويس (بالإنجليزية: Matthew Gregory Lewis)‏ ‏ (9 يوليو 1775 - 16 مايو 1818) هو روائي وكاتب مسرحي إنجليزي. غالباً ما يُشار إليه باسم «الراهب» لويس بسبب نجاح روايته القوطية «الراهب» عام 1796.

## سيرة

### العائلة
كان لويس الابن البكر لكل من ماثيو وفرانسيس ماريا سيويل لويس. كان والده ماثيو لويس المولود في إنجلترا عام 1750 ابن كل من وليام لويس وجين غريغوري، تلقى الوالد تعليمه في مدرسة وستمنستر قبل انتقاله إلى كنيسة المسيح، أكسفورد، حيث حصل فيها على درجة البكالوريوس عام 1769 والماجستير عام 1772. وخلال العام نفسه جرى تعيينه في منصب كاتب رئيس لوزارة الحرب. وفي العام التالي، تزوج لويس فرانسيس من ماريا سيويل وهي امرأة شابة ذي شعبية كبيرة في البلاط الملكي. وهي الابنة الثالثة المولودة للسير توماس سيويل وكانت إحدى الأطفال الثمانية الذين ولدوا خلال زواجه الأول. وكانت لعائلتها مثلما لعائلة لويس صلات في جامايكا. في شهر ديسمبر من عام 1775، وبعدما كان لويس يسلتم منصب كاتب رئيس في وزارة الحرب، أصبح لويس أيضاً مفوضاً في وزارة الحرب. وكان بذلك أول من يشغل كلا المنصبين في الوقت آنه (كما وكسب كلا الدخلان). كان للويس ممتلكة كبيرة في جامايكا، ضمن أربعة أميال في سافانا لا مير أو في سافانا-لا-مار والتي تعرضت لزلزال وإعصار مدمرين عام 1779. وقد ورث ابنه فيما بعد هذا العقار.
بالإضافة إلى ماثيو غريغوري لويس، كان للأب ماثيو والأم فرانسيس ثلاثة أطفال آخرين: ماريا وبارينغتون وصوفيا إليزابيث. بتاريخ 23 يوليو عام 1781، وفيما كان ماثيو بالسادسة من عمره وكانت أصغر شقيقاته عمرها سنة ونصف، تركت فرانسيس زوجها ذاهبة مع صامويل هاريسون وهو أستاذ موسيقي والذي أصبح عشيقها. عاشت فرانسيس خلال اغترابها باسم آخر وهو لانغلي، وذلك بهدف إخفاء موقعها من زوجها. إلّا أنه علِم بمكان وجودها. في يوم 3 يوليو 1782، ولدت فرانسيس طفلاً. في اليوم نفسه، وبعد سماع نبأ الولادة، عاد زوجها التي انفصلت عنه. وبدأ بعد ذلك بترتيب إجراء انفصال قانوني عن زوجته. واتهمها رسمياً بالزنا عبر المحكمة الكنيسية لأسقف لندن في يوم 27 فبراير 1783، والتمس من مجلس اللوردات للحصول على إذن لتحقيق مشروع قانون للطلاق. ولأنه كان من النادر منح هذه القوانين، فقد تم رفض القانون عند مثوله للتصويت. ونتيجة لذلك، بقي ماثيو وفرانسيس متزوجان حتى وفاته عام 1818. وعلى الرغم من انسحاب فرانسيس من المجتمع والانتقال مؤقتاً إلى فرنسا، إلا أنها دائماً ما تلقت الدعم المالي من زوجها ومن ثم وفي وقت لاحق من ابنها. وقد عادت إلى لندن وأنهت آخر أيامها في ليذرهيد، حيث انضمت للمجتمع من جديد وأصبحت وصيفة أميرة ويلز. بقيت فرانسيس وابنها على علاقة قريبة جداً، مع أخذها لمسؤولية مساعدته في مسيرته الأدبية. حتى أنها أصبحت مؤلفة ناشرة، بالرغم من عدم رضا ابنها عن ذلك.

### التعليم
بدأ ماثيو غريغوري لويس تعليمه في مدرسة تحضيرية على يد المبجل الدكتور جون فاونتن. كان فاونتن صديقا لعائلتي لويس وسيويل. وهناك تعلم لويس اللاتينية واليونانية والفرنسية والكتابة والحساب والرسم والرقص والمبارزة بالسيف.كان يسمح للويس ولزملاءه التحدث فقط بالفرنسية أثناء اليوم المدرسي. انتقل بعدها لويس إلى مدرسة وستمنستر وهو في الثامنة من عمره مثل أبيه.
ومن ثم استأنف تعليمه في كنيسة المسيح بأكسفورد بتاريخ 27 أبريل عام 1790 وهو في سن الخامسة عشرة مثل أبيه. تخرج بدرجة بكالوريوس عام 1794 وحصل على درجة الماجستير من نفس الكلية عام 1797.

## وصلات خارجية
- ماثيو لويس على موقع IMDb (الإنجليزية)
- ماثيو لويس على موقع الموسوعة البريطانية (الإنجليزية)
- ماثيو لويس على موقع ميوزك برينز (الإنجليزية)
- ماثيو لويس على موقع قاعدة بيانات الفيلم (الإنجليزية)

- الراهب (بالإنجليزية)
- مؤلفات ماثيو لويس (كاتب) في مشروع غوتنبرغ
- أعمال أو نبذة عن ماثيو لويس على أرشيف الإنترنت
- أعمال ماثيو لويس في ليبري فوكس